# アイアン・ホース
『アイアン・ホース』（The Iron Horse）は、1924年に公開されたアメリカ合衆国のサイレント映画で、製作はフォックス映画、監督はジョン・フォード。ジョン・フォードのキャリアにおいて節目となる作品で、これ以降、フォードは生涯に渡って西部劇というジャンルに取り組んだ。フォードにとって初めてのメジャー作品で撮影開始時は28歳であった（撮影中に29歳の誕生日を迎えている）。他社の西部劇の成功に焦ったフォックスが急遽製作、製作費も予算をオーバーした。
2011年、アメリカ議会図書館は「文化的、歴史的、審美的に重要」なものとして『アイアン・ホース』をアメリカ国立フィルム登録簿に保存した。

## プロット
イリノイ州スプリングフィールド。エイブラハム・リンカーンは南北の対立解消とは別に、アメリカの東と西を結ぶ大陸横断鉄道の構想を持っていた。測量技師ブランドンはそれに賛同し息子デーヴィーを連れて西へ旅立つことにする。デーヴィーと仲の良かった土建業者の娘ミリアムが雪の中、涙で二人を見送る。シャイアンに到着した父子。険しい山道に線路を敷設する夢を語りながら野営しているところにシャイアン族がやってくる。デーヴィーは隠れて難を逃れるが、父親はシャイアン族に帯同していた2本指のコマンチ族の男によって虐殺される。
数年後、大陸横断鉄道の計画が本格的に始まる。東のオマハからユニオン・パシフィック鉄道が、西のサンタモニカからセントラル・パシフィック鉄道がそれぞれ線路を延長し接続させる予定である。ユニオン・パシフィックの鉄道敷設を請け負うのは大人になったミリアムの父親マーシュ。その下で働く技師ジェッソンはミリアムの婚約者でもあった。
インディアンの襲撃などで工事は難航する。マーシュは予定を変更して近道のコースの検討をジェッソンに頼む。その話を聞きつけた地主のデロー。自分の土地を通して利益を得ようと、酒場の女ルビーを使ってジェッソンを誘惑、仲間にする。
ミリアムはインディアンの襲撃に巻き込まれる。窮地を助けたのポニー・エクスプレスの青年は成長したデーヴィーだった。デーヴィーは近道だったら、父親と見つけた険しい山道の方が適しているとマーシュに教える。マーシュは確認のためジェッソンを同行させる。
ジェッソンはデローの指示で崖を下っていたデーヴィーの命綱を切断。マーシュの元に戻り、デーヴィーの死の報告と、山道よりデローの土地を通すべきと報告する。
墜落しながら奇跡的に一命をとりとめたデーヴィーが戻ってくる。デローが集めた用心棒に殺されそうになるデーヴィーだが、アイルランド系労働者に救われる。ミリアムとの約束でデーヴィーはジェッソンと仲直りの握手をしようとする。しかし、ジェッソンは拒否したうえ、デーヴィーの背中を撃とうとする。男らしく殴り合いの一騎打ちでデーヴィーはジェッソンに勝利するが、約束を破ったとミリアムに罵られる。
2本指のコマンチ族の男がシャイアン族の元にやってきて、総攻撃を提案する。デーヴィー、ミリアム、鉄道人夫、さらには酒場の女たちも一緒になって抗戦する。戦いの中、デーヴィーは父の仇、2本指のコマンチ族の男を発見。実はそれはインディアンを装った白人のデローだった。デーヴィーは死闘の末、デローを倒す。
デーヴィーはミリアムと別れ西へ行く。セントラル・パシフィックの鉄道人夫となり線路を延ばす。そして1869年、大陸横断鉄道が繋がり、デーヴィーはミリアムと再会を果たす。

## キャスト
- デーヴィー・ブランドン：ジョージ・オブライエン（英語版）
- ミリアム・マーシュ：マッジ・ベラミー（英語版）
- エイブラハム・リンカーン：チャールズ・エドワード・ブル
- ピーター・ジェッソン：シリル・チャドウィック
- トーマス・マーシュ：ウィル・ウォーリング
- スラッタリー軍曹：フランシス・パワーズ
- ケイシー伍長：Ｊ・ファーレル・マクドナルド （英語版）
- シュルツ一等兵/マッケイ：ジム・ウェルチ
- バッファロー・ビル：ジョージ・ワグナー（英語版）
- デロー/バウマン：フレッド・コーラー
- ハラー判事：ジェームズ・マーカス
- ルビー：グラディス・ヒューレット（英語版）
- シャイアン族のチーフ：チーフ・ジョン・ビッグ・ツリー（クレジットなし）

デーヴィーの子供時代を演じているのはウィンストン・ミラー。パッツィ・ルース・ミラーの弟で、後に脚本家、プロデューサーとなる。脚本の中にはフォードの『荒野の決闘』（1946年）がある。

## ノベライゼーション
1920年代初頭から、グロセット・アンド・ダンラップ社はハリウッド映画のノベライズ小説を出版していて、本作も『Iron Horse』（1924年、329ページ）として小説化された。著者のエドウィン・C・ヒルはジャーナリスト出身で、後にはラジオのアナウンサーになって『The Human Side of the News』などに出演した。